# Poker Ladies
Poker Ladies est un jeu vidéo de poker développé par Mitchell édité par Capcom en 1989. Ce jeu de cartes est sorti sur système d'arcade Mitchell,.